# Брати і сестри (телесеріал, 2006)
Брати і сестри  (англ. Brothers & Sisters) — популярний американський драматичний телесеріал виробництва каналу АВС. Прем'єра в США відбулася 24 червня 2006 року, останній епізод п'ятого фінального сезону показали 8 травня 2011 року.
Акторський ансамбль складається з таких визнаних акторів, як Саллі Філд в ролі матріархату сім'ї Нори Вокер (дворазовий лауреат премій «Оскар» і «Золотий Глобус» і володар трьох «Еммі»), Каліста Флокхарт (лауреат премії «Золотий Глобус»), Рейчел Гріффітс (номінант на «Оскар» і лауреат премії «Золотий Глобус»), Роб Лоу (шестиразовий номінант на «Золотий Глобус») і Патріша Веттіг (лауреат премії «Золотий Глобус» і трьох премій «Еммі»).
За час ефіру шоу отримало ряд престижних нагород і номінацій. 2007 року Саллі Філд виграла головну телепремію «Еммі» в номінації «Найкраща актриса драматичного серіалу», а в 2009 виграла «Премію Гільдії кіноакторів США за найкращу жіночу роль у драматичному серіалі». Рейчел Гріффітс була номінована на дві премії «Еммі» і дві премії «Золотий Глобус» за свою роботу в шоу.

## Сюжет
Вокери — сучасна американська сім'я. День подяки, Різдво, 4 липня … пісні під піаніно, американський футбол, дні народження і виїзди на сімейне ранчо. Сара, Кітті, Томмі, Кевін і Джастін — п'ятеро дітей Вільяма і Нори Вокер. У кожного з них своя історія, свої турботи, свої радощі і печалі. Вони стикаються з проблемами, як в особистому житті, так і на роботі. Але, незважаючи ні на що, вони підтримують і люблять один одного. Брати і сестри Вокер намагаються виправдати очікування своїх батьків і відповідати їм. Але смерть їхнього батька Вільяма змушує кожного з них по-новому поглянути на сімейні цінності. Усіх їх об'єднує одна людина — любляча і віддана мати — Нора Вокер.

## Сюжетні лінії
Історія починається з повернення Кітті Вокер (38 років) — нью-йоркської радіоведучої — в рідний дім, в Лос-Анджелес (Каліфорнія). Три роки вона жила далеко від сім'ї, тому що у неї були складні стосунки з матір'ю. Кілька років тому, після трагедії 2001 року, вона підтримала молодшого брата Джастіна записатися в добровольці до армії і відправитися воювати в Афганістан. Їхня мати не могла пробачити дочці те, що саме вона підштовхнула брата до цього рішення. Кітті приїжджає в Лос-Анджелес по роботі. Їй запропонували місце співведучої у політичній програмі «Червоний, Білий, Синій». Вона сумнівається, прийняти їй цю пропозицію чи ні, адже в Нью-Йорку у неї залишився бойфренд.
З перших хвилин ми знайомимося з членами сім'ї Вокер. Старша дочка, Сара (40 років), переживає сімейну кризу. Вона одружена з музикантом Джо, що дає уроки гри на гітарі. У них двоє чарівних дітей — Пейдж і Купер. Але Сара — справжня бізнесвумен і їй складно поєднувати і роботу, і сім'ю. Вона звільняється з престижної роботи, щоб зайняти керівну посаду в сімейної компанії «Ojai Foods».
Разом з нею в компанії працює її брат Томмі (36 років). Він — цілеспрямований бізнесмен, віцепрезидент «Ojai Foods» і хороший сім'янин. Томмі одружений з вчителькою Джулією, яка відчайдушно мріє стати матір'ю, але дізнається, що її чоловік не може мати дітей.
Ще один член сім'ї — адвокат Кевін (34 роки) — гей. Він також сімейний юрист, якому брати і сестри довіряють свої таємниці. Правда члени сім'ї Волкер не вміють зберігати секрети.
Наймолодший Вокер — Джастін (25 років) — ветеран війни в Афганістані. Після 11 вересня вирішив (не без участі сестри Кітті) записатися добровольцем до армії США. Після повернення він не міг довго впоратися з минулим і тому підсів на наркотики. Не працює, створює масу проблем і собі, й своєму оточенню.
Всі вони практично щодня збираються в будинку матері, Нори Вокер. Вона розумна, ніжна, добра жінка, що обожнює своїх дітей і онуків, і готова на все заради їхнього щастя. У Нори складні стосунки з Кітті, але все-таки для Кітті немає людини ближче, ніж мати. Нора — смілива жінка, яка прийняла позашлюбну дочку Вільяма Ребекку. Для неї дуже важливі сімейні цінності.
У Нори є брат Соул. Він ніколи не був одружений, хоча його сестра підозрювала, що він закоханий у Голлі Гарпер — коханку Вільяма Вокера. У другому сезоні Соул зізнається, що він — гей. Для дітей Вокер Соул завжди був улюбленим дядьком, надійним другом і порадником.
СІМЕЙНІ ТАЄМНИЦІ
Отже, Кітті приїжджає в Лос-Анджелес і вперше за три роки бачить матір. Нора Вокер все своє життя присвятила чоловікові й дітям. Вона та її чоловік Вільям — зразок сімейної ідилії. Вони разом вже понад сорок років і все також закохані одне в одного. Під час дня народження Кітті, мати і дочка, нарешті, миряться. Однак нещасний випадок затьмарює подальше життя Вокер. Від інфаркту помирає патріарх родини — Вільям. Виявилося, що у нього було багато секретів, які стали справжнім ударом для його дружини і дітей. Один з таких секретів полягає в тому, що він підставив під загрозу сімейний бізнес і мало не довів компанію до банкрутства. Тепер Сарі, Томмі і Соул доведеться докладати чимало зусиль, щоб врятувати компанію і сім'ю. Але фінансові махінації — це тільки початок. Вільям Вокер протягом багатьох років зустрічався з іншою жінкою — Голлі Гарпер, яка народила від нього дочку Ребекку.

## Головні персонажі
| Актор                 | Роль                |
| --------------------- | ------------------- |
| Саллі Філд            | Нора Вокер          |
| Каліста Флокгарт      | Кітті Вокер         |
| Рейчел Гріффітс       | Сара Вокер          |
| Дейв Еннейбл          | Джастін Вокер       |
| Метью Ріс             | Кевін Вокер         |
| Бальтазар Гетті       | Томмі Вокер         |
| Люк МакФарлейн        | Скотті Веанделл     |
| Люк Граймс            | Райан Лафферті      |
| Роб Лоу               | Роберт Маккаллістер |
| Жиль Маріні           | Люк Лоран           |
| Сара Джейн Морріс     | Джулія Вокер        |
| Джон Пайпер-Фергюсон  | Джо Ведон           |
| Максвелл Перрі Коттон | Купер Ведун         |
| Керріс Дорсі          | Пейдж Ведун         |
| Рон Ріфкін            | Соул Голден         |
| Емілі Ван Кемп        | Ребекка Гарпер      |
| Патриша Веттіг        | Голлі Гарпер        |

## Нагороди
- 2008 — Премія «GLAAD Media Awards»: «Найкраща драма»
- 2008 — Премія «Prism Awards»: «Найкраща гра актора» (Дейв Енейбл, Саллі Філд)
- 2007 — Премія «GLAAD Media Awards»: «Найкраща драма»
- 2007 — Премія «Еммі»: «Найкраща актриса» (Саллі Філд)